# Петнист линзанг
Петнистият линзанг (Prionodon pardicolor) е вид хищник от семейство Виверови (Viverridae). Видът не е застрашен от изчезване.

## Разпространение и местообитание
Разпространен е във Виетнам, Индия, Камбоджа, Китай, Лаос, Мианмар, Непал и Тайланд.
Обитава гористи местности, национални паркове, планини, възвишения, хълмове, долини, ливади, храсталаци и плантации в райони с тропически и субтропичен климат, при средна месечна температура около 18,3 градуса.

## Описание
На дължина достигат до 35,3 cm, а теглото им е около 1,1 kg.